# Магомедов, Магомед Шамилович
Магомед Шамилович Магомедов (22 июля 1997, Кизляр, Дагестан, Россия) — российский футболист, полузащитник.

## Карьера
С 2015 года играл в молодёжном первенстве и в ПФЛ за «Анжи-2». 20 сентября 2017 года в выездном матче 1/16 финала Кубка России против владивостокского «Луча» дебютировал за первую команду «Анжи», проведя полный матч. Осень 2018 провёл в аренде в махачкалинском клубе «Легион-Динамо». Дебютировал в российской Премьер-лиге за «Анжи» состоялся 26 мая 2019 года в домашнем матче заключительного 30-го тура против «Урала», заменив на 67-й минуте матча Апти Ахъядова.